# Deutsch-liberianische Beziehungen
Die Deutsch-liberianischen Beziehungen gehen auf das 19. Jahrhundert zurück. Nach der Unabhängigkeit Liberias waren die beiden Länder wirtschaftlich eng miteinander verbunden. Die wirtschaftlichen Beziehungen wurden während der Weltkriege unterbrochen. In der Nachkriegszeit wurden die Beziehungen wieder aufgenommen.

## Geschichte
Vor der deutschen Einigung erkannten die Hansestädte Lübeck, Bremen und Hamburg 1855 die Unabhängigkeit Liberias an. Der Hamburger Kaufmann Carl Woermann begründete die ersten Handelsbeziehungen mit Liberia. Im Jahr 1858 wurde Carl Goedelt, der Woermanns Vertreter war, zum Hamburger Konsul in Monrovia ernannt. Vor dem Ersten Weltkrieg unterhielten Liberia und das Deutsche Reich umfangreiche Handelsbeziehungen. Im Jahr 1906 schätzten die Briten, dass über drei Viertel des liberianischen Handels auf Deutschland entfielen. Diese Beziehungen bestanden in Form von Importen, Exporten und in den frühen 1900er Jahren auch in Form deutscher Handelsgesellschaften in Liberia. Die liberianische Regierung verschuldete sich in erheblichem Umfang bei deutschen Unternehmen. Zwischen 1898 und 1916 kam es zu einer Reihe von Aufständen der Einheimischen gegen die liberianische Regierung, bei denen deutsches Eigentum beschädigt wurde, was die deutsche Regierung veranlasste, Schadensersatzforderungen an die liberianische Regierung zu stellen. Im Jahr 1912 führten diese ungelösten Ansprüche zu Kanonenbootdiplomatie durch die deutsche Regierung, der Konflikt konnte jedoch friedlich beigelegt werden.
Zwar gab es einen regen Handel zwischen Deutschland und Liberia, doch versäumte es die deutsche Regierung weitgehend, Liberia größere Investitionen zukommen zu lassen, anders als das Vereinigte Königreich, das Liberia mit Krediten versorgte, die einen Großteil der Souveränität Liberias beeinträchtigten und der britischen Regierung großen Einfluss auf die liberianischen Angelegenheiten gaben. Ein großer Kredit zwischen dem Vereinigten Königreich und anderen westlichen Mächten, darunter Deutschland, die Vereinigten Staaten und Frankreich, wurde 1911 unter dem liberianischen Präsidenten Arthur Barclay ausgehandelt und 1912 unter dem liberianischen Präsidenten Daniel E. Howard ratifiziert. Dies war der dritte in einer Reihe von zwei weiteren großen, ungleichen Krediten, die die liberianische Regierung aufnahm, und ihre Souveränität einschränkte.

### Erster Weltkrieg und Zwischenkriegszeit
Zunächst war Liberia im Ersten Weltkrieg neutral. Präsident Daniel E. Howard wollte aufgrund der wirtschaftlichen Beziehungen nicht gegen Deutschland in den Krieg ziehen. Von 1915 bis 1916 nutzten Großbritannien und Frankreich ihren Einfluss auf Liberia, um es zu einer Politik zu drängen, die den Handel zwischen Liberia und Deutschland einschränkte. Das Vereinigte Königreich verweigerte Deutschland auch die Seelinien, was sich ebenfalls auf die Fähigkeit Deutschlands auswirkte, den Handel mit Liberia aufrechtzuerhalten. 1917 erklärte Liberia Deutschland den Krieg. Dies führte zu einem Einbruch der liberianischen Wirtschaft. 1918 griff Deutschland Monrovia mit einem seiner U-Boote an.
Nach dem Ersten Weltkrieg wurde der Handel zwischen Liberia und Deutschland wieder aufgenommen, auch wenn er nie wieder die gleiche Bedeutung wie vor dem Krieg erlangte. 1922 wurde Momulu Massaquoi Generalkonsul in Hamburg. Massaquoi war einer der ersten afrikanischen Diplomaten in Europa und der erste in Deutschland.

### Zweiter Weltkrieg und Nachkriegszeit
Auch im Zweiten Weltkrieg blieb Liberia zunächst neutral. Die NSDAP und die deutsche Auslandsspionage unterhielten einen Standort in Monrovia. In den 1940er Jahren nutzte das Vereinigte Königreich seinen Einfluss, um den deutschen Handel mit Liberia erneut einzuschränken. So wies es 1941 die Bank von Monrovia an, keine deutschen Konten mehr zu führen, und verwehrte Schiffen aus Deutschland die sichere Durchfahrt nach Liberia. Am 27. Januar 1944 erklärte Liberia Deutschland den Krieg.
Nach dem Krieg nahm Liberia am 23. Juli 1953 Beziehungen zur BRD und am 28. September 1973 zur DDR auf. Bis 1982 entfielen 28 % des Handels mit Liberia auf Westdeutschland, das 40 % des liberianischen Eisenerzbedarfes bediente. 1990 setzte Deutschland aufgrund des Liberianischen Bürgerkriegs die Beziehungen zu Liberia aus. Nach Ende der Kriegswirren nahm Deutschland 2005 die Beziehungen zu Liberia wieder auf. Im Jahr 2007 stattete Bundeskanzlerin Angela Merkel Liberia einen Staatsbesuch ab. In den Jahren 2008 und 2015 besuchte Liberias Präsidentin Ellen Johnson Sirleaf Deutschland.

## Wirtschaftliche Beziehungen
In der Vergangenheit unterhielten Deutschland und Liberia enge wirtschaftliche Beziehungen. Seit dem Beginn des Bürgerkriegs, welcher das Land verarmen ließ, sind jedoch kaum noch deutsche Unternehmen im Land aktiv. Das gemeinsame Handelsvolumen lag im Jahre 2021 bei 813 Millionen Euro, womit Liberia den 87. Platz in der Rangliste der deutschen Handelspartner belegte (ein großer Teil davon erfolgt mit in Liberia registrierten Tochtergesellschaften).

## Entwicklungszusammenarbeit
Deutschland leistet Entwicklungshilfe in Liberia mit den Schwerpunkten Infrastrukturförderung, Umweltschutz und erneuerbare Energien. Die Kreditanstalt für Wiederaufbau war an dem Wiederaufbau des Wasserkraftwerkes Mt. Coffee und dem Aufbau des Stromnetzes beteiligt. Deutschland hat das Land außerdem bei der Bewältigung der Ebolafieber-Epidemie 2014 bis 2016 und der COVID-19-Pandemie unterstützt.

## Persönlichkeiten
Eine bekannte deutsch-liberianische Persönlichkeit war Hans-Jürgen Massaquoi (1926–2013). Er war der Enkel von Momolu Massaquoi, dem liberianischen Generalkonsul in Hamburg. Massaquoi überlebte als Farbiger 12 Jahre in NS-Deutschland und verarbeitete seine Eindrücke in seiner Autobiografie Neger, Neger, Schornsteinfeger!, die auch verfilmt wurde.

## Diplomatische Standorte
- Deutschland hat eine Botschaft in Monrovia.[13]
- Liberia hat eine Botschaft in Berlin.[14]

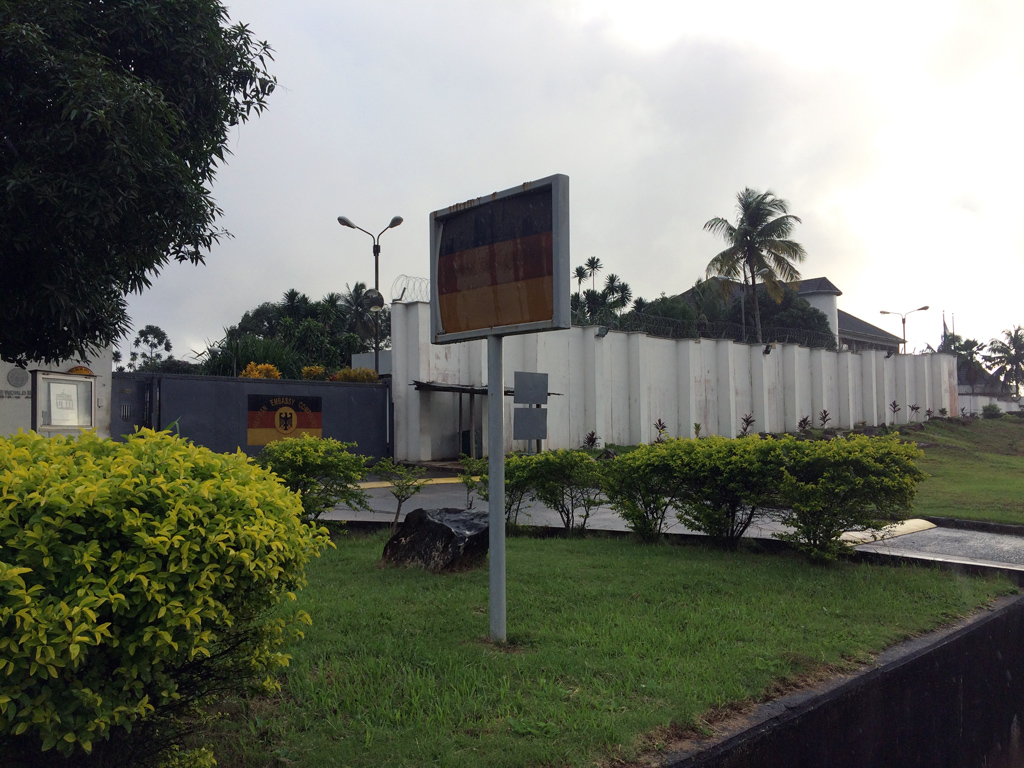
Deutsche Botschaft Monrovia
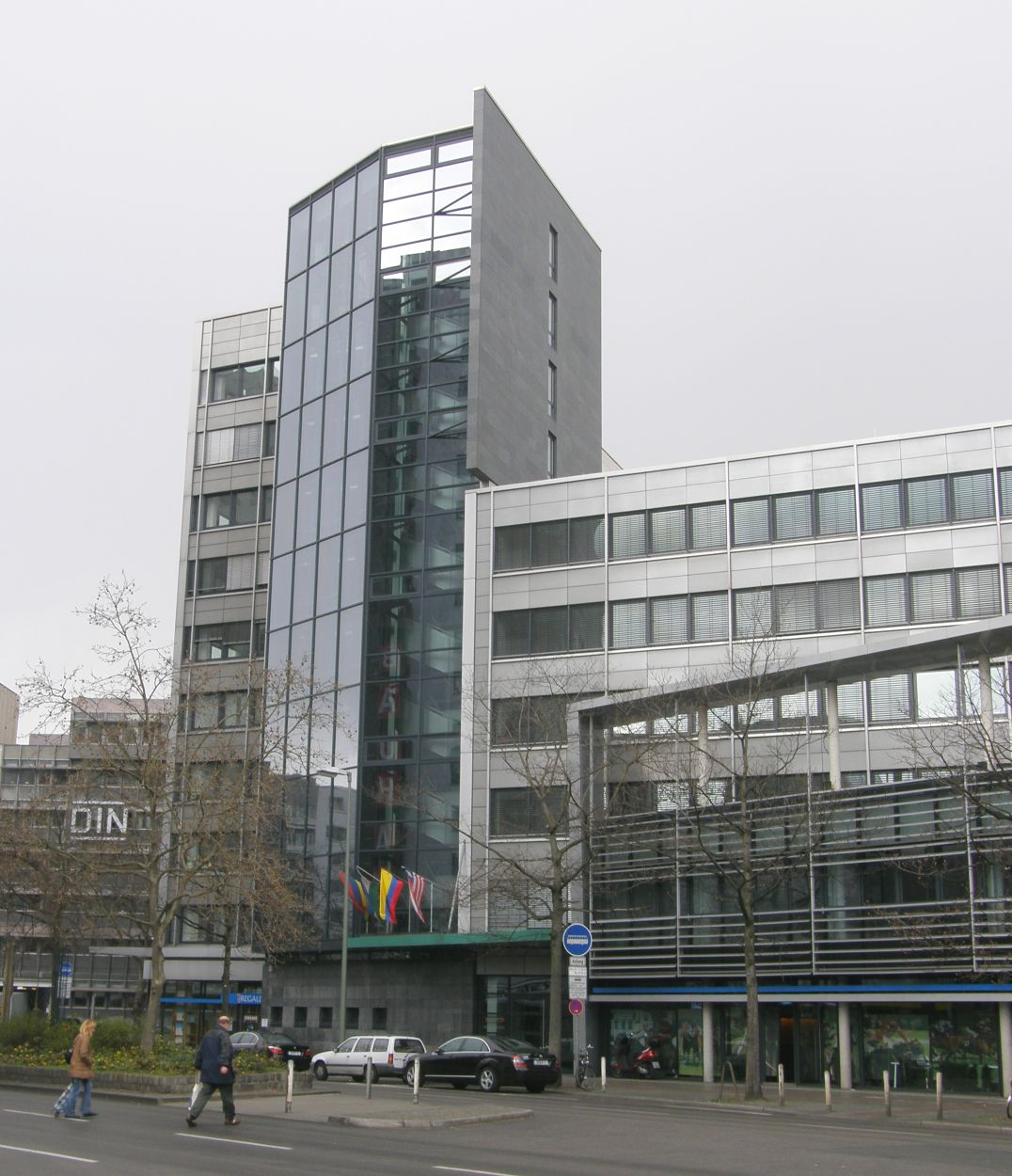
Liberianische Botschaft Berlin